# コトンスポール・ガルア
コトンスポール・ガルア (Coton Sport Football Club de Garoua) 、通称コトンスポール (Coton Sport) は、カメルーンの都市ガルアにホームを置くサッカークラブである。
ホームスタジアムはスタッド・オムニスポール・ドゥ・ガルア。MTNエリート・ワンでの優勝回数は最多の14回。2008年のCAFチャンピオンズリーグで準優勝した。

## タイトル
- リーグ：17回
  - 1997, 1998, 2001, 2003, 2004, 2005, 2006, 2007, 2008, 2010, 2011, 2013, 2014, 2015, 2018, 2021, 2022

- カップ：6回
  - 2003, 2004, 2007, 2008, 2011, 2014

## CAF大会での成績
- CAFチャンピオンズリーグ: 12回出場

1998 - 2回戦
1999 - 1回戦
2002 - 1回戦
2004 - 3回戦
2005 - 1回戦
2006 - 1回戦
2007 - 2回戦
2008 - 準優勝
2009 - 2回戦
2011 - グループステージ
2012 - 2回戦
2013 - 準決勝
- CAFカップ・CAFコンフェデレーションズカップ: 10回出場

1995 - 2回戦
1997 - 準々決勝
2000 - 準々決勝
2001 - 準決勝
2003 - 準優勝
2004 - グループステージ
2007 - ラウンドオブ16・2回戦
2009 - ラウンドオブ16・2回戦
2010 - ラウンドオブ16・1回戦
2012 - プレーオフ・ラウンド

## 歴代選手
- ジャン・マクーン 1997-1999
- ダニエル・ヌゴム・コメ 1997-1999
- モハマドゥ・イドリス 2009-2010
- ヴァンサン・アブバカル 2009-2010